# Снайперистка значка
Снайперистката значка (на немски: Scharfschützenabzeichen) е немска военна награда присъждана на снайперисти като признание за техните умения. Учредена е на 20 август 1944 г.
Значката е избродирана на вълнено парче плат. Състои се черна глава на орел, като контурите са изпълнени с бял конец, а окото и човката с жълт. Под главата се намират черни дъбови листа изпълнени със зелени контури. Трите разновидности на значката имат овална обшивка в зелено. Двете по-горни степени имат и външен кант в сребърно или златно.

## Критерии
Снайперистката значка е присъждана в три разновидности:
- Стандартна – при постигнати 20 убийства.
- Сребърна – при постигнати 40 убийства.
- Златна – при постигнати 60 убийства.